# Aschehoug
H. Aschehoug & Co. (W. Nygaard), vulgarmente conhecida como Aschehoug, (pronunciado /ˈɑ̂skəhæʉ/) é uma das maiores editoras independentes da Noruega, fundada em 1872. Sediada em Oslo, a editora possui 480 funcionários. O grupo Aschehoug também compreende outras editoras pertencentes parcial ou totalmente à Aschehoug.

## História

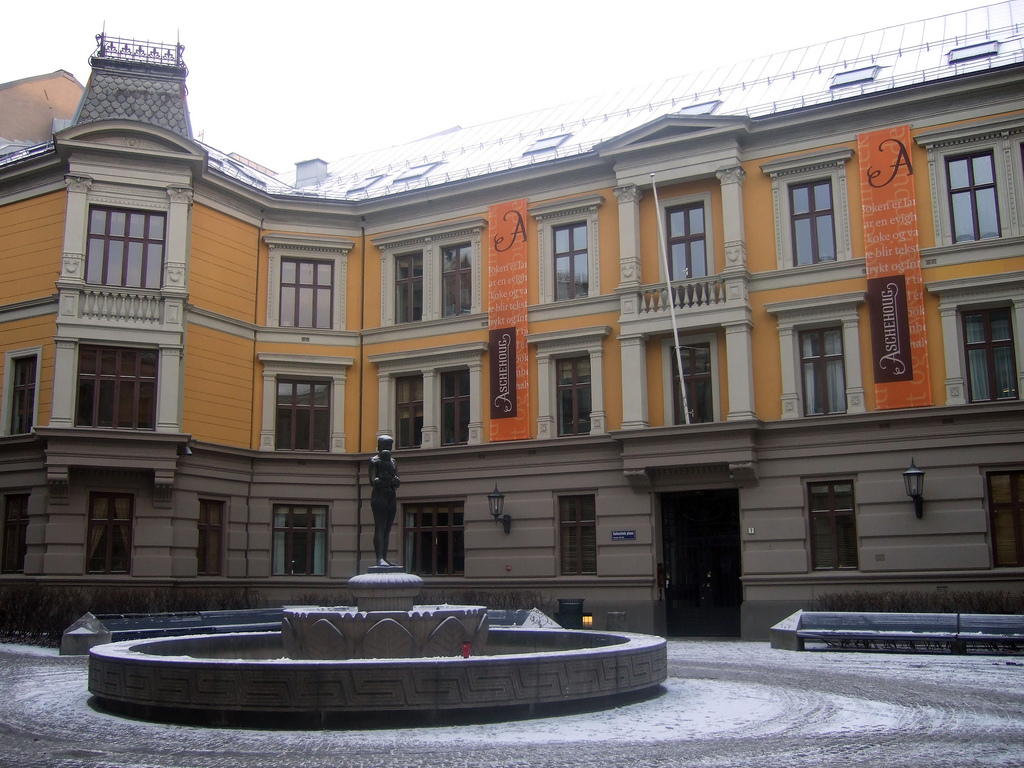
Escritório principal de Aschehoug em Sehesteds plass, Oslo.

Aschehoug foi fundada como uma livraria em 1872 em Egertorvet em Oslo por primos, Hieronymus e Halvard Aschehoug. Desde o início, a empresa se envolveu em publicar de maneira modesta, com produção principalmente de livros escolares. Em 1888, a empresa foi adquirida por William Martin Nygaard e Thorstein Lambrechts (1856-1933), que mantiveram o nome enquanto expandiam suas operações.
Em 1900, William Nygaard retirou-se da livraria e estabeleceu uma editora, que recebeu o nome de H. Aschehoug & Co. (W. Nygaard). Em 1935, após a morte de William Nygaard, a editora se transformou em uma empresa em conexão com o acordo de herança e o filho de Williams Nygaard, Mads Wiel Nygaard, tornou-se o Diretor Executivo.
Aschehoug publicou um número crescente de livros importantes ao longo dos anos. Autores noruegueses importantes publicados pela primeira vez por Aschehoug incluíram o Prêmio Nobel, Sigrid Undset, bem como Fridtjof Nansen, Johan Falkberget, Hans E. Kinck, Aksel Sandemose, Arne Garborg — todos escritores cujas obras são hoje consideradas clássicas da literatura norueguesa .

## Operações
Seu programa de publicação é dividido em três categorias principais — obras de ficção, incluindo livros para crianças e leitores mais jovens; obras de referência, ciência popular e manuais sobre vários hobbies e servindo como a principal editora norueguesa de livros didáticos, para todos os níveis de instrução.
Em 2004, a Agência Aschehoug foi fundada para representar os direitos estrangeiros das editoras Forlaget Oktober, Aschehoug e Universitetsforlaget. A Aschehoug tem interesse em várias outras editoras, entre elas:
- Universitetsforlaget (100%) — a principal imprensa acadêmica da Noruega[4]
- Forlaget Oktober (91%)  — anteriormente a imprensa marxista-leninista, agora editora de ficção[5]
- Norli Gruppen (100%) — cadeia de livrarias[6]
- Lydbokforlaget (33%) — audiolivros[7]
- De norske Bokklubbene (48,5%) — clubes do livro[8]
- Forlagsentralen (50%) — distribui mais de 75% de todos os livros na Noruega[9]
- Kunnskapsforlaget (50%) — publica enciclopédias[10]

Aschehoug também publicou o livro de Salman Rushdie, Satanic Verses. O CEO da empresa, William Nygaard, foi baleado e gravemente ferido em 1993, provavelmente como resultado da fátua emitida contra Rushdie e seus editores.

## Diretores executivos
- William Martin Nygaard (1900-1935)
- Mads Wiel Nygaard (1935-1952)
- Andreas Wiel Nygaard (1952-1955)
- Arthur Holmesland (1955-1973)
- William Nygaard (1974-2010)
- Mads Nygaard (2010 - presente)